# Natàlia Naríxkina
Natàlia Kiril·lovna Narixkina (en rus: Наталья Кирилловна Нарышкина), va ser la segona esposa del tsar Aleix I i mare de Pere I de Rússia.
Va néixer a Moscou l'1 de setembre de 1651 descendent d'una família de boiars tàrtars, filla de Kiril Narixkin (1623-1691) i d'Anna Leontieva (1627-1706). El 22 de gener de 1671 es va casar a la capital russa amb Aleix I, després que ell enviudés de la seva primera dona Maria Miloslàvskaia, i li va donar tres fills: 
- Pere (1672-1725), casat primer amb Eudòxia Lopukhinà i després amb Marta Skavrónskaia (1684-1727).
- Natàlia (1673-1716).
- Fiódor (1674-1677).

A la mort d'Aleix, el 1676 va pujar al tron el seu fillastre Teodor III, qui va poder gaudir molt poc del poder, ja que va morir als pocs anys el 1682, succeint-lo el seu germà Ivan V, igual que Teodor, fill del seu marit amb la seva primera dona Maria Miloslàvskaia.
No obstant això Ivan era físicament i mentalment discapacitat, per la qual cosa ho va fer governar en conjunt amb el seu fill Pere que era tot just un adolescent, de manera que Natàlia es converteix llavors en regent.
No obstant això a causa de la revolta provocada per Sofia Aleksandrovna Romanov, germana d'Ivan V que aspirava al poder a través de la manipulació del limitat tsar, va ser relegada del govern. Els seus germans van ser assassinats i el seu pare obligat a amagar-se en un convent.
Mentre Sofia governa a través d'Ivan, Natàlia visqué lliure de perills però en la pobresa, i havia de demanar contínuament ajuda a l'Església per sobreviure. Va passar gran part del temps al palau estiuenc d'Aleix, a 5 quilòmetres de Moscou, amb el seu fill Pere.
L'agost de 1689 Pere va complir la majoria d'edat, per la qual cosa li va demanar a Sofia que lliurés el poder, en negar-se aquesta i amenaçar amb una nova revolta, va ser enderrocada. Pere i Ivan van continuar governant en conjunt, fins a la mort del segon el 1696, des de llavors Pere es va proclamar com Tsar únic i legítim arribant més tard a ser conegut com El Gran.
Natalia va morir el 4 de febrer de 1694 després d'una curta malaltia que va durar només dos dies.